# Larimar

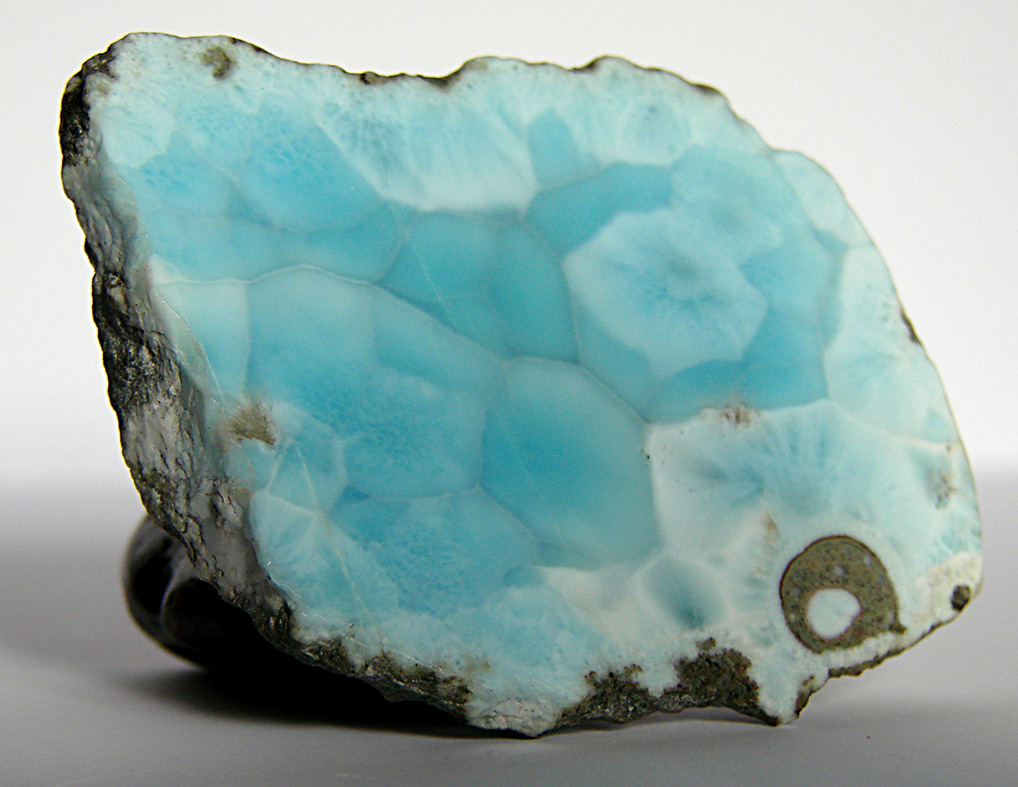
Larimar

Larimar är en blå bergart som endast kan återfinnas i Dominikanska republiken. Miguel Méndez hittade 1974 larimar på en strand i provinsen Barahona, och infödingar trodde och berättade för honom att den kom från havet. Han döpte därför stenen efter sin dotter Larissa och det spanska ordet för hav, mar, det vill säga larimar. Idag finns det bara en gruva i världen där larimar utvinns.